# Rodolfo Gonzaga
Rodolfo Gonzaga (Mantova, 18 aprile 1452 – Fornovo, 6 luglio 1495) è stato un nobile e condottiero italiano. Da lui si originarono la linea dei Gonzaga di Castel Goffredo, Castiglione e Solferino e quella dei Gonzaga di Luzzara.

## Biografia
Rodolfo era l'ottavo figlio, il quartogenito maschio, di Ludovico II Gonzaga, marchese di Mantova, e di Barbara di Brandeburgo. Come molti altri figli cadetti del tempo, condusse la sua vita come condottiero di ventura agli ordini dell'uno o dell'altro potentato. Venne armato cavaliere già il 3 febbraio 1469, a Ferrara, dall'imperatore Federico III d'Asburgo e, nell'estate successiva, si recò a Bruxelles per mettersi al servizio del duca di Borgogna Carlo il Temerario, rimanendo nelle Fiandre per oltre un anno. Dal 1471 al 1473 militò per il pontefice Sisto IV e dall'ottobre 1474 al 1482 passò al soldo dei Fiorentini, poi nel 1483 della Repubblica di Venezia e quindi nel 1486 del Ducato di MIlano, trovandosi anche, da ultimo, a combattere su fronti opposti rispetto ai fratelli.

### Vicende dinastiche e matrimoni
Intanto, nel 1478, era morto suo padre Ludovico, il quale era riuscito a ricondurre sotto il suo governo gran parte degli sparsi domìni dei Gonzaga. Pur nell'irreperibilità di un suo testamento, si procedette ad una nuova partizione, amministrata in sostanza dalla vedova Barbara. A Rodolfo toccarono alla fine, in regime di consignoria con il fratello minore, il protonotario Ludovico, e con clausola di reciproca successione in caso di mancanza di discendenza maschile, Luzzara e le terre bresciane facenti parte del cosiddetto "Mantovano nuovo", tra cui Castel Goffredo, Castiglione e Solferino. Rodolfo e Ludovico in seguito concordarono una spartizione, per così dire, verticale della loro consignoria: al maggiore andarono Luzzara, Castiglione e Solferino, al protonotario Castel Goffredo, con le località minori di Ostiano e Redondesco. Restava evidentemente non derogabile la clausola di reciproca successione. L'accordo globale di spartizione tra i cinque fratelli Gonzaga fu ratificato dall'imperatore il 10 giugno 1479, con effetti questa volta praticamente definitivi.
L'11 gennaio 1481 sposò Antonia Malatesta, figlia naturale di Sigismondo Pandolfo Malatesta, signore di Rimini dalla quale non ebbe figli e, l'anno successivo, mentre si trovava a Ferrara, venne colpito dalla peste, riuscendo tuttavia a guarire.
A Natale del 1483 si verificò, in circostanze oscure, la morte di Antonia: commentatori contemporanei, a partire da Andrea da Schivenoglia, parlarono di decapitazione per adulterio, inquadrando il fatto, sia pure con diversi contorni, nell'ambito delle lotte di potere che si svolgevano nelle corti dei Gonzaga, ma lo studioso e archivista Alessandro Luzio, pubblicando nel 1922 l'archivio Gonzaga di Mantova, è arrivato invece a conclusioni diverse. La lettera di condoglianze inviata a Rodolfo dal fratello cardinale Francesco l'11 gennaio 1484, si esprimeva in toni e termini che deponevano in tutta evidenza per una morte naturale della cognata: 
"Evidentemente – concludeva Luzio – o la voce registrata dallo Schivenoglia era fantastica: o Rodolfo aveva saputo dissimular la tragedia persino col fratello Cardinale!"
Nel 1484, avendo ormai superato la trentina ed essendo, per le convenzioni del tempo, tenuto a garantirsi la successione,  si risposò con Caterina Pico della Mirandola, sorella del famoso Giovanni, e vedova di Lionello I Pio di Savoia, consignore di Carpi, dal quale aveva già avuto due figli. Dal nuovo matrimonio, tra il 1486 e il 1494, sarebbero nati altri sei bambini, due maschi e quattro femmine.
Nel 1487, un ferrarese al servizio del protonotario Ludovico confessò di aver avuto parte in una congiura ordita dal suo padrone, insieme ai fratelli Rodolfo e Gianfrancesco, ai danni del loro nipote Francesco II, che era succeduto l'anno prima al padre Federico I, come marchese di Mantova. Si tratta di un episodio poco chiaro al termine del quale comunque i tre presunti congiurati si confinarono spontaneamente nei loro domìni, Rodolfo nel castello di Luzzara. Nel 1491 tuttavia si rappacificò col nipote e la ritrovata concordia si rivelò, per così dire, definitiva, perdurando anche dopo la morte di Rodolfo, quando Francesco si prese scrupolosamente cura della vedova e dei cuginetti rimasti orfani.
Rodolfo fece potenziare le strutture difensive di Luzzara, che aveva eletto a sua dimora principale, dall'architetto Luca Fancelli e quelle di Castiglione, chiamando l'esperto in costruzioni militari Giovanni da Padova.
Nel 1494 ottenne dal nuovo imperatore Massimiliano I d'Asburgo l'investitura come  marchese di Luzzara.

### Testamento
Rodolfo testò il 12 agosto 1494 davanti al notaio Giovanni de Binochis, prevededendo i seguenti lasciti e disposizioni:
- alla moglie Caterina Pico: il possesso della proprietà la Tomba in Luzzara e disponibilità di tutta la sua dote matrimoniale;[12]
- alle figlie legittime Paola, Lucrezia, Barbara e Giulia: 5.000 ducati ciascuna al momento delle loro nozze o 1.000 ducati in caso di scelta di vita religiosa;[12]
- al figlio naturale Ettore: una rendita annua di 200 ducati o, a scelta degli altri eredi, alcune proprietà che gli garantissero una rendita uguale. In aggiunta a questo, una casa arredata;[12]
- al figlio Gianfrancesco: Luzzara, le proprietà di Fogare presso Dosolo e Ostiano;[12]
- al figlio Aloisio: Castel Goffredo,[12] Castiglione,[12] Solferino,[13] le proprietà di Poletto, Libiola e Valle del Soccorso[12] nei pressi di Ostiglia[12] e i beni in Marmirolo, Villabona e Massimbona nell'Alto Mantovano,[12] posseduti (così come anche Castel Goffredo e Ostiano) dal fratello vescovo Ludovico ed evidentemente ritenuti da Rodolfo di propria spettanza in virtù della già menzionata clausola successoria concordata in sede di spartizione dell'eredità del loro padre Ludovico;[14][12]
- divieto di effettuare la divisione dei beni prima del compimento del ventesimo anno per Aloisio e prima della morte del vescovo per i suoi beni;[12]
- nomina della moglie Caterina come tutrice e amministratrice dei beni dei figli e del marchese di Mantova Francesco II come esecutore testamentario.[12]

Caterina Pico aveva fra l'altro esperienza in materia, perché era già rimasta vedova una volta con due bambini piccolissimi e dovendosela vedere all'epoca con un parente, Marco II Pio di Savoia, non così ben disposto nei confronti dei suoi figli. Lei stessa però morì assassinata in una storiaccia di corte nel 1501, e allora i ragazzi restarono affidati a Francesco II che ne curò paternamente gli interessi nel corso dei decenni, insegnando personalmente il mestiere delle armi al più piccolo, Aloisio, poi divenuto famoso capitano di ventura.
Il 31 luglio 1502 Gianfrancesco e Aloisio avrebbero ottenuto l'investitura congiunta dei feudi paterni da parte dell'imperatore Massimiliano I, il quale avrebbe poi ratificato, nel 1508, la partizione effettuata da Gianfrancesco in ottemperanza con le disposizioni testamentarie (ma evidentemente un po' in anticipo rispetto al termine fissato da Rodolfo).

### Morte
La discesa di Carlo VIII di Francia nella penisola italiana nel 1494, comportò la necessità di mobilitazione delle forze per assicurare la difesa dei domini gonzagheschi dalla minaccia francese. L'anno precedente Rodolfo era ancora alle dipendenze del duca di Milano Ludovico il Moro, mentre il capo della casata, suo nipote Francesco II, militava da alcuni anni per la Repubblica di Venezia. Nel mese di dicembre, probabilmente nella speranza di attrarre quest'ultimo nella propria orbita, Ludovico liberò Rodolfo dai propri impegni, consentendogli di raggiungere a Mantova il nipote, il quale però, nel febbraio 1495, rinnovò il proprio contratto con la Serenissima; e Rodolfo rimase al suo fianco. Era con lui anche a Fornovo, il 5 e 6 luglio, dove trovò la morte combattendo valorosamente. La sua salma fu trasportata a Mantova e deposta nella Chiesa di San Francesco, mausoleo dei Gonzaga.
"Francesco Gonzaga dopo la morte dello zio si impegnò a sostenerne la vedova, per la quale sollecitò da parte della Serenissima una provvisione annua di 1000 ducati", cosa che il governo veneto si affrettò a concedere, insieme alla promessa di fornire di dote le tre figlie rimaste orfane.

## Discendenza
Rodolfo e Caterina ebbero sei figli:
- Paola (1486 – 1519), sposò nel 1501 Giovan Niccolò Trivulzio, figlio di Gian Giacomo Trivulzio, conte di Musocco;
- Gianfrancesco (1488 – 1524), marchese di Luzzara e capostipite dell'omonimo ramo Gonzaga;
- Lucrezia (30 settembre 1490 – ?), sposò Girolamo Odasi, primo conte Odasi[19];
- Barbara (30 settembre 1490 – ?), morta infante;
- Giulia (16 marzo 1493 – 25 novembre 1544), monaca francescana "suor Angiola Gabriella" nel convento di S. Paola a Mantova dal 19 marzo 1503;
- Aloisio (o Luigi Alessandro) (1494[20] – 1549), signore di Castel Goffredo, Castiglione e Solferino, il nonno di san Luigi Gonzaga. Fu il capostipite del ramo cadetto dei Gonzaga di Castel Goffredo.

Rodolfo Gonzaga ebbe anche tre figli naturali:
- Ettore, conte di Luzzara, fu al servizio del duca di Milano e poi della Repubblica di Venezia. Soggiornò per un periodo di tempo a Castel Goffredo. Sposò Cornelia da Correggio, figlia di Niccolò II "il Postumo";
- Caterina[22]  (1476 – 1525 circa), sposò nel 1490 Ottaviano Gabrielli di Gubbio[23], conte di Montevecchio[24]. In seguito alla morte del marito (1510), si fece monaca, assieme alla sorella Angelica, col nome di Domitilla (Domicilla), nel monastero dell'Annunziata nel borgo di San Giorgio di Mantova[25];
- Angelica, monaca assieme alla sorella Domitilla, nel monastero dell'Annunziata nel borgo di San Giorgio di Mantova.

## Ascendenza
|                                |                           |                                    | Genitori                           |  |  | Nonni |  |  | Bisnonni            |  |  | Trisnonni           |  |
|                                |                           |                                    |                                    |  |  |       |  |  | Francesco I Gonzaga |  |  | Ludovico II Gonzaga |  |
|                                |                           |                                    |                                    |  |  |       |  |  | Francesco I Gonzaga |  |  | Ludovico II Gonzaga |  |
|                                |                           | Alda d'Este                        |                                    |  |  |       |  |  | Francesco I Gonzaga |  |  |                     |  |
| Gianfrancesco Gonzaga          |                           |                                    |                                    |  |  |       |  |  | Francesco I Gonzaga |  |  |                     |  |
|                                |                           | Margherita Malatesta               | Galeotto I Malatesta               |  |  |       |  |  |                     |  |  |                     |  |
|                                |                           | Margherita Malatesta               | Galeotto I Malatesta               |  |  |       |  |  |                     |  |  |                     |  |
|                                |                           | Margherita Malatesta               | Gentile da Varano                  |  |  |       |  |  |                     |  |  |                     |  |
| Ludovico II Gonzaga            |                           | Margherita Malatesta               |                                    |  |  |       |  |  |                     |  |  |                     |  |
|                                |                           | Malatesta IV Malatesta             | Pandolfo II Malatesta              |  |  |       |  |  |                     |  |  |                     |  |
|                                |                           | Malatesta IV Malatesta             | Pandolfo II Malatesta              |  |  |       |  |  |                     |  |  |                     |  |
|                                |                           | Malatesta IV Malatesta             | Paola Orsini                       |  |  |       |  |  |                     |  |  |                     |  |
| Paola Malatesta                |                           | Malatesta IV Malatesta             |                                    |  |  |       |  |  |                     |  |  |                     |  |
|                                |                           | Elisabetta da Varano               | Rodolfo II Da Varano               |  |  |       |  |  |                     |  |  |                     |  |
|                                |                           | Elisabetta da Varano               | Rodolfo II Da Varano               |  |  |       |  |  |                     |  |  |                     |  |
|                                |                           | Elisabetta da Varano               | Camilla Chiavelli                  |  |  |       |  |  |                     |  |  |                     |  |
| Rodolfo Gonzaga                |                           | Elisabetta da Varano               |                                    |  |  |       |  |  |                     |  |  |                     |  |
|                                | Federico I di Brandeburgo | Federico V di Norimberga           |                                    |  |  |       |  |  |                     |  |  |                     |  |
|                                | Federico I di Brandeburgo | Federico V di Norimberga           |                                    |  |  |       |  |  |                     |  |  |                     |  |
|                                | Federico I di Brandeburgo | Elisabetta di Meißen               |                                    |  |  |       |  |  |                     |  |  |                     |  |
| Giovanni l'Alchimista          | Federico I di Brandeburgo |                                    |                                    |  |  |       |  |  |                     |  |  |                     |  |
|                                |                           | Elisabetta di Baviera-Landshut     | Federico di Baviera-Landshut       |  |  |       |  |  |                     |  |  |                     |  |
|                                |                           | Elisabetta di Baviera-Landshut     | Federico di Baviera-Landshut       |  |  |       |  |  |                     |  |  |                     |  |
|                                |                           | Elisabetta di Baviera-Landshut     | Maddalena Visconti                 |  |  |       |  |  |                     |  |  |                     |  |
| Barbara di Brandeburgo         |                           | Elisabetta di Baviera-Landshut     |                                    |  |  |       |  |  |                     |  |  |                     |  |
|                                |                           | Rodolfo III di Sassonia-Wittenberg | Venceslao I di Sassonia-Wittenberg |  |  |       |  |  |                     |  |  |                     |  |
|                                |                           | Rodolfo III di Sassonia-Wittenberg | Venceslao I di Sassonia-Wittenberg |  |  |       |  |  |                     |  |  |                     |  |
|                                |                           | Rodolfo III di Sassonia-Wittenberg | Cecilia da Carrara                 |  |  |       |  |  |                     |  |  |                     |  |
| Barbara di Sassonia-Wittenberg |                           | Rodolfo III di Sassonia-Wittenberg |                                    |  |  |       |  |  |                     |  |  |                     |  |
|                                |                           | Barbara di Legnica                 | Rupert I di Legnica                |  |  |       |  |  |                     |  |  |                     |  |
|                                |                           | Barbara di Legnica                 | Rupert I di Legnica                |  |  |       |  |  |                     |  |  |                     |  |
|                                |                           | Barbara di Legnica                 | Edvige di Sagan                    |  |  |       |  |  |                     |  |  |                     |  |
|                                |                           | Barbara di Legnica                 |                                    |  |  |       |  |  |                     |  |  |                     |  |

## Genealogia
|            |            |                                             |                                             |                 |                           |                           |                     |                     |                     |       |       |        |                     |                          |                          |                     |                     |                                   |                                   |                       |                       |
|            |            |                                             |                                             |                 |                           |                           |                     |                     | Rodolfo (1452-1495) |       |       |        |                     |                          |                          |                     |                     |                                   |                                   |                       |                       |
|            |            |                                             |                                             |                 |                           |                           |                     |                     |                     |       |       |        |                     |                          |                          |                     |                     |                                   |                                   |                       |                       |
|            |            |                                             |                                             |                 |                           |                           |                     |                     |                     |       |       |        |                     |                          |                          |                     |                     |                                   |                                   |                       |                       |
|            |            |                                             |                                             |                 | Gianfrancesco (1488-1525) | Gianfrancesco (1488-1525) |                     |                     |                     |       |       |        | Aloisio (1494-1549) | Aloisio (1494-1549)      |                          |                     |                     |                                   |                                   |                       |                       |
|            |            |                                             |                                             |                 |                           |                           |                     |                     |                     |       |       |        |                     |                          |                          |                     |                     |                                   |                                   |                       |                       |
|            |            |                                             |                                             |                 |                           |                           |                     |                     |                     |       |       |        |                     |                          |                          |                     |                     |                                   |                                   |                       |                       |
|            |            |                                             |                                             |                 | Ramo di Luzzara ·         | Ramo di Luzzara ·         | Alfonso (1541-1592) | Alfonso (1541-1592) |                     |       |       |        |                     |                          |                          | Orazio (1545-1587)  | Orazio (1545-1587)  |                                   | Ferrante (1544-1586)              | Ferrante (1544-1586)  |                       |
|            |            |                                             |                                             |                 |                           |                           |                     |                     |                     |       |       |        |                     |                          |                          |                     |                     |                                   |                                   |                       |                       |
|            |            |                                             |                                             |                 |                           |                           |                     |                     |                     |       |       |        |                     |                          |                          |                     |                     |                                   |                                   |                       |                       |
| Ferdinando | Ferdinando | Caterina 1 sp. Carlo Trivulzio (1574-1615?) | Caterina 1 sp. Carlo Trivulzio (1574-1615?) | Giulia (1576-?) | Giulia (1576-?)           | Ginevra (1578-?)          | Ginevra (1578-?)    | Giovanna            | Giovanna            | Maria | Maria | Luigia | Luigia              | Luigi (naturale, 1550-?) | Luigi (naturale, 1550-?) | Ramo di Solferino · | Ramo di Solferino · | Rodolfo (1569-1593)               | Rodolfo (1569-1593)               | Francesco (1577-1616) | Francesco (1577-1616) |
|            |            |                                             |                                             |                 |                           |                           |                     |                     |                     |       |       |        |                     |                          |                          |                     |                     |                                   |                                   |                       |                       |
|            |            |                                             |                                             |                 |                           |                           |                     |                     |                     |       |       |        |                     |                          |                          |                     |                     |                                   |                                   |                       |                       |
|            |            |                                             |                                             |                 |                           |                           |                     |                     |                     |       |       |        |                     |                          |                          |                     |                     | Ramo di Castel Goffredo (estinto) | Ramo di Castel Goffredo (estinto) | Ramo di Castiglione · | Ramo di Castiglione · |

## Galleria d'immagini

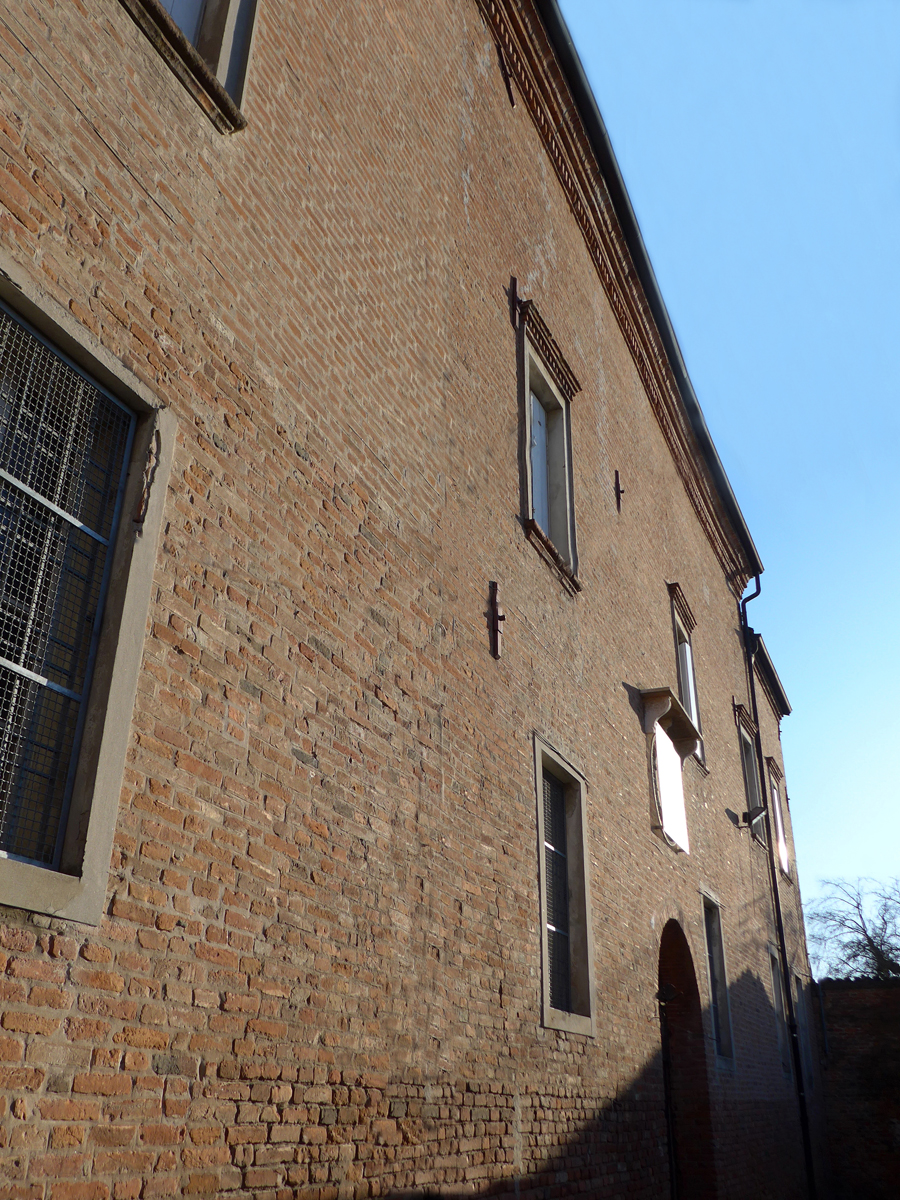
Luzzara, Palazzo della Macina.
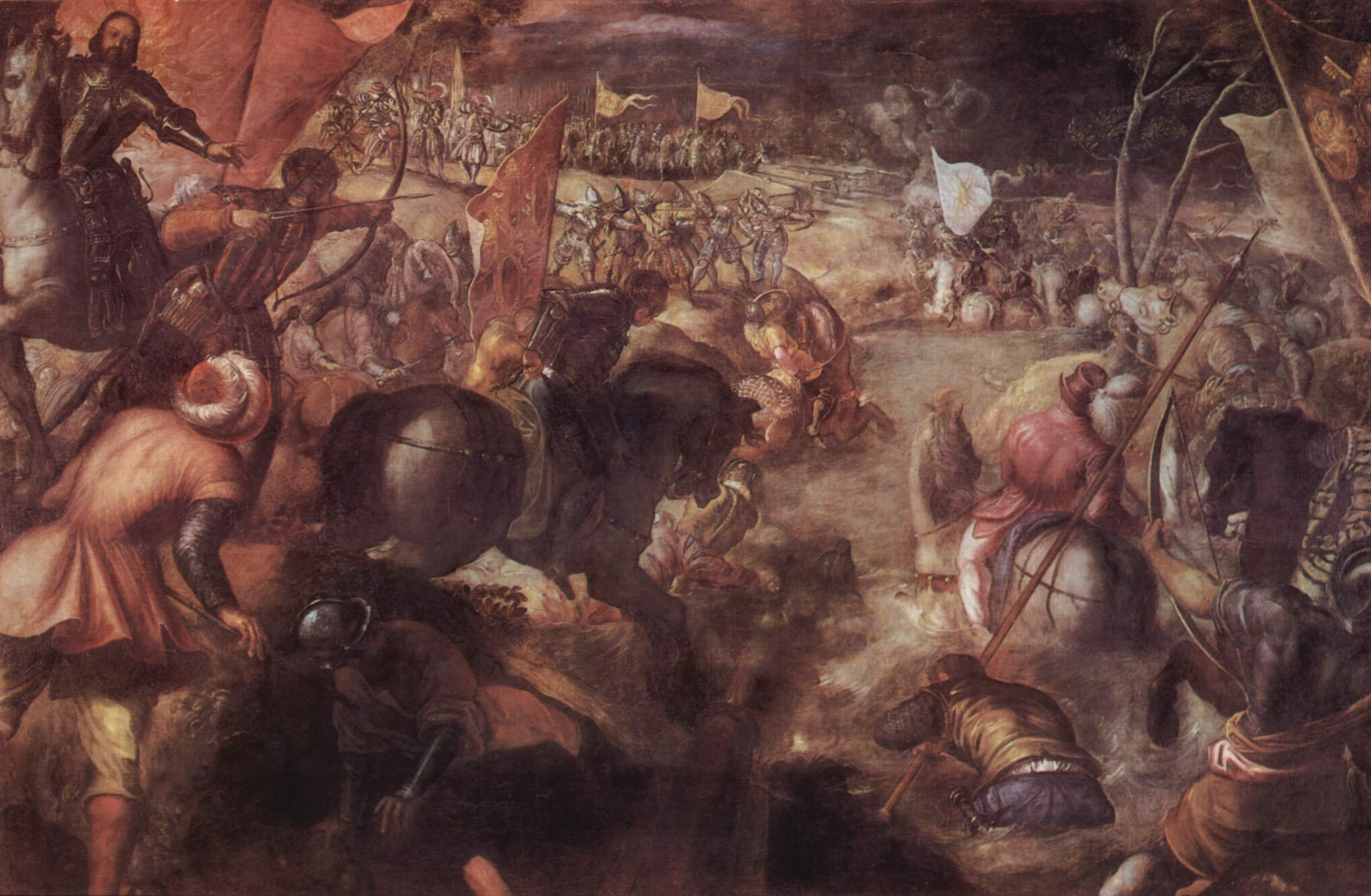
Tintoretto, Battaglia di Fornovo (1495).
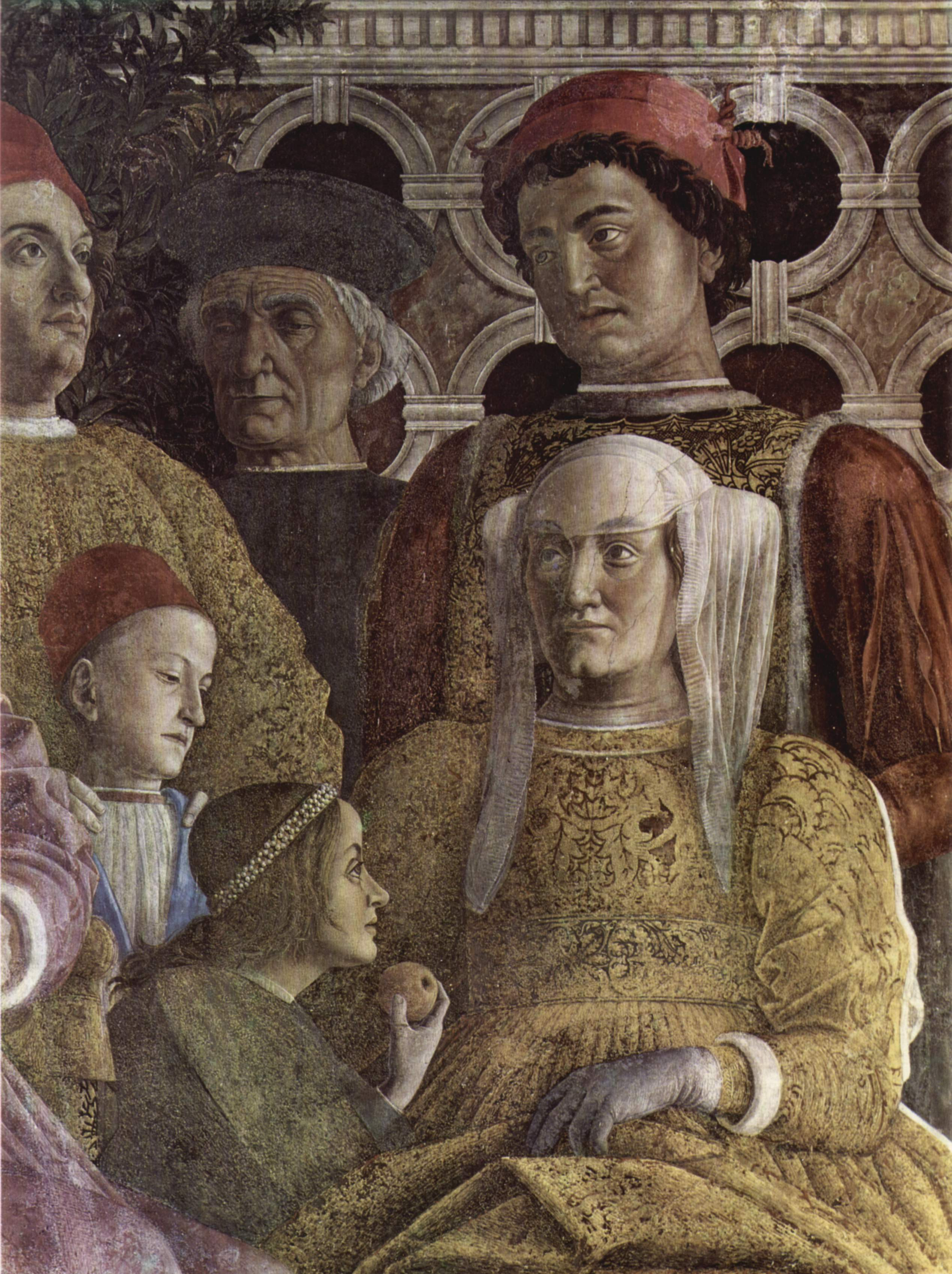
Rodolfo Gonzaga dietro la madre, Andrea Mantegna (Camera degli Sposi, Mantova).